# Todaroa
Todaroa es un género de plantas  pertenecientes a la familia Apiaceae. Comprende 2 especies descritas.

## Taxonomía
El género fue descrito por Filippo Parlatore y publicado en Histoire Naturelle des Îles Canaries 3(22): 155. 1843. La especie tipo es: Todaroa aurea Parl.	
Etimología
Todaroa: nombre genérico  dedicado a Agostino Todaro (1818-1892), botánico italiano.

## Especies
A continuación se brinda un listado de las especies del género Todaroa aceptadas hasta septiembre de 2012, ordenadas alfabéticamente. Para cada una se indica el nombre binomial seguido del autor, abreviado según las convenciones y usos.
- Todaroa aurea Parl.
- Todaroa montana Webb ex Christ